# Авиационная улица (Москва)
Авиацио́нная у́лица (название утверждено 5 апреля 1965 года, прежнее название её частей — улица 18 августа и Центральная улица) — улица в Северо-Западном округе города Москвы на территории района Щукино. Начинается от Пехотной улицы, далее пересекается с улицей Академика Курчатова, ныне упразднённой Виндавской улицей, Новощукинской улицей и заканчивается у Канала имени Москвы. Нумерация домов ведётся от Пехотной улицы.

## Происхождение названия
Участок, где находится улица, был включён в состав Москвы в 1960 году. Улица была сформирована 5 апреля 1965 года из участка Центральной улицы (получила своё название в 1923 году) и улицы 18 августа (существовала с 1938 года, была названа в честь дня побега Николая Баумана с товарищами из Лукьяновской тюрьмы в 1902 году) села Щукино. Получила название в связи с расположением неподалёку от Тушинского аэрополя и Московского авиационного института.

## Здания и сооружения
Авиационная улица разделена на две не сообщающиеся между собой части, разделенные трамвайным кругом у станции метро «Щукинская» и двумя высотными жилыми домами возле неё.
- От Пехотной улицы до станции метро «Щукинская» улица идёт через Всехсвятскую рощу; по нечётной стороне расположены больницы и отдельные жилые дома. По всей длине участка следует трамвайная линия, на участке между Пехотной улицей и Академика Курчатова проходит автомобильная дорога.
- От станции метро «Щукинская» до Канала имени Москвы (на месте старой деревни Щукино) — сплошная застройка 1960-х — 1970-х годов; с середины 1990-х — район высотного строительства (основной застройщик — фирма «Дон-строй»).

По нечётной стороне:
- Щукинская, 2 (также владение 1-7) — жилой комплекс «Доминанта»
- № 17 — исторический ресторан «Загородный». Существовал до революции, современное здание — послевоенной постройки
- № 23 — детский сад № 331
- Щукинская, 20 — госпиталь ФСБ
- Щукинская, 38 — противотуберкулёзный диспансер № 13
- Щукинская, 42 — торговый центр «Щука»
- № 59, 63 — высотные дома, построенные на месте старой пятиэтажной застройки
- № 77, 79 — жилой комплекс «Алые паруса» (2000—2004, архитекторы А. Трофимов, В. Штеллер, В. Кучинский, О. Маркова и др.)[5].

По чётной стороне:
- № 30 — церковь святителя Николая Мирликийского в Щукине, построена в 2014 году.
- № 66 — жилой комплекс «Два капитана»: два жилых небоскрёба-близнеца, построены в 2001 году.
- № 68 — жилой дом серии II-29, 15 секций с эркерами. В цокольном этаже 2 музея: Памяти воинов, погибших в горячих точках, и Памяти ликвидаторов последствий аварии на Чернобыльской АЭС.
- № 68, корпус 2 — отделение полиции по району Щукино.
- № 70к2, 70к3, 70к4, 74к1, 74к2, 74к3, 74к4 — 12-этажные панельные жилые дома. Построены по проекту мастерской № 9 Моспроекта[6].

## Транспорт
- Станция метро и платформа второго диаметра  Щукинская.

От Щукинской до Пехотной:
- Трамвайные остановки «Пехотная улица»; «Улица Курчатова»; «Покровское-Стрешнево»; «Диспансер»; «Метро «Щукинская»:
Трамвай: № 15, 28, 30, 31 — от «Метро «Щукинская» до «Пехотная улица»
Трамвай: № 6 — от «Покровское-Стрешнево» до «Пехотная улица»
Трамваи идут от остановок, расположенной на улице до станций метро  Войковская;  Сокол;  Строгино;  Щукинская;  Тушинская;  Сходненская

От Щукинской до канала им. Москвы:
- Автобусная остановка «Щукино»:
Автобус: № 100, 253, 800 — одна остановка от станции метро  Щукинская.